# SU-152
SU-152(러시아어: СУ-152, 초기 명칭: Obj. 236, KV-14, SU-14)는 제2차 세계 대전 당시 KV-1 중전차를 기반으로 강력한 152mm ML-20S 곡사포로 무장된 소련의 자주포이다. SU-152는 전투 임무에 있어 돌격포로 사용되었으며, 제한적으로 자주 곡사포의 기능을 수행할 수 있었고, 주포의 넓은 구경 덕택에 구축전차로 활약하기도 했다.
SU-152의 첫 번째 시제품은 1943년 1월 24일 체랴빈스크 키로프 공장(ChKZ)에서 완성되었으며, 다음 달부터 대량 생산이 시작되었다. KV-1 전차의 생산이 중단되면서 SU-152는 1943년 12월부터 동일한 무장을 갖추었으나 더 나은 장갑을 가진 ISU-152로 대체되었다. 이 자주포는 총 670대가 생산되었다. SU-152의 첫 실전 경험은 1943년 여름 쿠르스크 전투에서 이루어졌으며, 이 전투에서 SU-152는 새로운 독일 중전차와 자주포를 효과적으로 격파하였다. SU-152는 1943년 하반기와 1944년 초반기에 가장 활발하게 사용되었으나, 이후 전투 손실과 주행 장치 및 엔진-변속기 그룹의 마모로 인해 그 수가 점차 감소하였다. 소련 자주포 부대에서는 고장이 난 SU-152를 더 우수한 ISU-152로 교체하였다. 소수의 SU-152는 전쟁이 끝날 때까지 싸웠고 전후에도 소련군에서 사용되었다. 퇴역 후 대부분의 SU-152는 고철로 재활용되었고 현재는 몇 대만이 남아있다.